# روبرت الأول ملك إسكتلندا

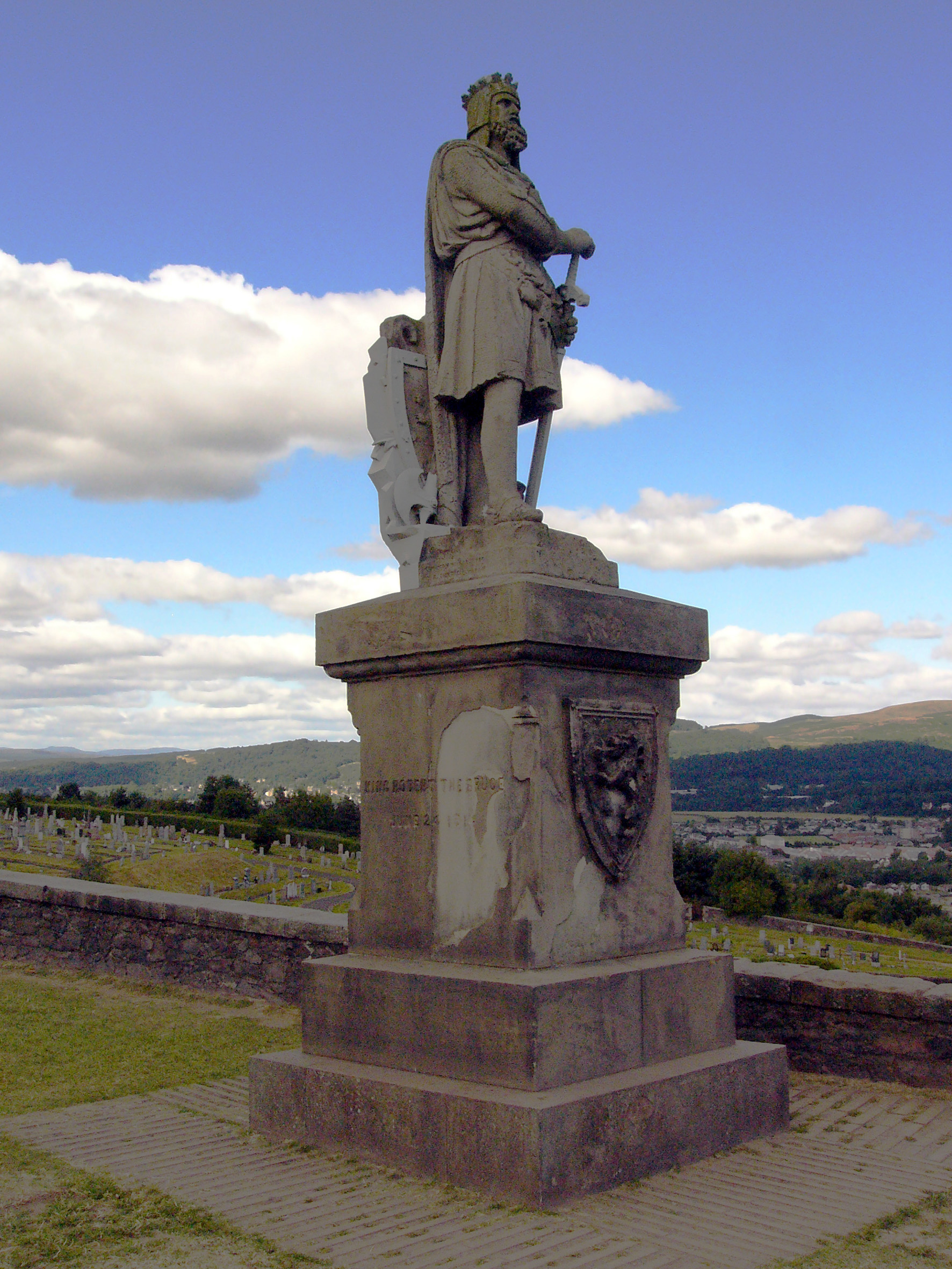
روبرت الأول من اسكتلندا

روبرت الأول (11 يوليو 1274 - 7 يونيو 1329)، المعروف باسم روبرت بروس (العصور الوسطى الغيلية: رويبرت بريوس؛ الغيلية الأسكتلندية الحديثة: ريبارت بروس؛ نورمان الفرنسية: روبرت دي بروس أو روبرت دي بروس؛ اسكتلندية مبكرة: روبرت بروس؛ اللاتينية: روبرتوس بروسيوس)، كان ملك اسكتلندا من عام 1306 حتى وفاته في عام 1329. وكان روبرت واحدًا من أشهر المحاربين في جيله، وفي النهاية قاد اسكتلندا خلال الحرب الأولى للاستقلال الإسكتلندي ضد إنجلترا. لقد قاتل بنجاح خلال فترة حكمه لاستعادة مكان اسكتلندا كدولة مستقلة، ويتمتع اليوم بالاحترام في اسكتلندا كبطل قومي.
ينحدر من أصول أنجلو غيلية، وكان جده الرابع لأب جده الملك ديفيد الأول روبرت، روبرت دي بروس، اللورد الخامس من أناندال، كان واحدا من المطالبين بالعرش الإسكتلندي خلال «القضية العظيمة». وبصفته إيرل أوف كاريك، دعم روبرت بروس مطالبة أسرته بالعرش الإسكتلندي وشارك في تمرد ويليام والاس ضد إدوارد الأول ملك إنجلترا. تم تعيين روبرت في عام 1298 كحارس اسكتلندا إلى جانب منافسه الرئيسي للعرش، جون الثالث كومين، لورد أوف بادنوش، وليام لامبرتون، أسقف القديس أندروز، واستقال روبرت في عام 1300 بسبب مشاجراته مع كومين واستعادة وشيكة ل جون باليول إلى العرش الإسكتلندي. بعد الخضوع لإدوارد الأول عام 1302 والعودة إلى «سلام الملك»، ورث روبرت مطالبة عائلته بالعرش الإسكتلندي بعد وفاة والده.
في فبراير من عام 1306، هرع بروس، بعد أن جرح كومين، من الكنيسة حيث قابلوا ولقوا حاضراته في الخارج. أخبرهم بما حدث وقال: "يجب أن أغادر، لأني أشك في أنني قتلت الكومون الأحمر". أجاب روجر دي كيركباتريك من كلوسيبورن. "أنا، سوف أتأكد ثم هرع كيركباتريك إلى الكنيسة وقتل كومين. لهذا، تم بروس من قبل البابا (على الرغم من أنه حصل على الغياب من روبرت ويشارت، أسقف غلاسكو). تحرك بروس سريعا للاستيلاء على العرش، وتوج ملك الاسكتلنديين في 25 مارس 1306. هزمت قوات إدوارد الثاني روبرت في المعركة، مما اضطره إلى الفرار للاختباء قبل إعادة الظهور في عام 1307 لهزيمة الجيش الإنجليزي في لودون هيل وشن حرب عصابات ناجحة للغاية ضد الإنجليز. هزم بروس أعدائه الاسكتلنديين الآخرين، وفي عام 1309 عقد أول برلمان له. فازت سلسلة من الانتصارات العسكرية بين عامي 1310 و 1314 بالسيطرة على جزء كبير من اسكتلندا، وفي معركة بانوكبورن عام 1314، هزم روبرت جيشًا إنجليزيًا أكبر بكثير بقيادة إدوارد الثاني ملك إنجلترا، مما أكد على إعادة تأسيس مملكة اسكتلندية مستقلة. كانت المعركة بمثابة نقطة تحول مهمة، حيث أصبحت جيوش روبرت الآن حرة في شن غارات مدمرة في جميع أنحاء شمال إنجلترا، وفي الوقت نفسه تمديد حربه ضد الإنجليز إلى أيرلندا عن طريق إرسال جيش للغزو هناك ومناشدة الأيرلنديين للثورة ضد حكم إدوارد الثاني.
على الرغم من الأستيلاء على بانوكبورن والمعقل الأنجليزي النهائي في بيرويك في عام 1318، رفض إدوارد الثاني التخلي عن مطالبته بالسيطرة على اسكتلندا. في عام 1320، قدم النبلاء الاسكتلنديون إعلان أربروث إلى البابا يوحنا الثاني والعشرون، وأعلن أن روبرت هو ملكهم الشرعي ويؤكد وضع اسكتلندا كمملكة مستقلة. في عام 1324، اعترف البابا بروبرت الأول ملك اسكتلندا المستقلة، وفي عام 1326، تم تجديد التحالف الفرنسي الإسكتلندي في معاهدة كوربيل. في عام 1327، أطاح الإنجليز إيدوارد الثاني لصالح ابنه إدوارد الثالث، وأُبرم السلام بين اسكتلندا وإنجلترا بمعاهدة إدنبره - نورثهامبتون، والتي تخلى إدوارد الثالث عن جميع مطالبها بالسيادة على اسكتلندا.
توفي روبرت في يونيو 1329. تم دفن جثته في دير دنفرملاين، بينما تم استخراج قلبه حيث وضعه السير جيمس دوغلاس في علبة جواهر فضية بسلسلة ارتداها حول عنقه، وكان مفتاحها مع السير سيمون لوكارد، وتم تحنيط أعضائه الداخلية ووضعها في كنيسة القديس سيرف، دمبارتون، موقع كنيسة كاردروس باريش التي تعود للقرون الوسطى.

## روابط خارجية
- روبرت الأول ملك إسكتلندا على موقع الموسوعة البريطانية (الإنجليزية)
- روبرت الأول ملك إسكتلندا على موقع الموسوعة البريطانية (الإنجليزية)
- روبرت الأول ملك إسكتلندا على موقع إن إن دي بي (الإنجليزية)